# 153 a. C.
El año 153 a. C. fue un año del calendario romano prejuliano. En el Imperio romano, fue conocido como el año 601 Ab Urbe condita.

## Acontecimientos
- Los cónsules romanos pasan a tomar posesión de sus cargos en las kalendae de enero -1 de enero-, en vez de en las idus de marzo -15 de marzo-. Existe un "bulo histórico" que asigna también el cambio del inicio del año civil en esta fecha, algo que según la tradición romana había sucedido a finales del siglo VIII a. C., durante el reinado del Numa Pompilio.[1][2]
- Hispania romana: comienzan las guerras celtíberas
  - Se envía anualmente un cónsul a Hispania Citerior. Este año fue Quinto Fulvio Nobilior. Se mantuvo la pretura para la Hispania Ulterior, designándose a Lucio Mumio. Acuden a la península con unos 60 000 hombres para reprimir la rebelión celtíbera.
  - Fulvio destruye Segeda y los celtíberos se refugian en Numancia
  - El 23 de agosto, consagrado a Vulcano, los Celtíberos causan 6000 bajas al cónsul Quinto Fulvio Nobilior. En lo sucesivo esta fecha pasa a ser día ominoso para los romanos.[3]

## Fallecimientos
- 23 de agosto, Caro de Segeda, líder militar celtíbero.